# 100485 Russelldavies
100485 Russelldavies è un asteroide areosecante della fascia principale. Scoperto nel 1996, presenta un'orbita caratterizzata da un semiasse maggiore pari a 2,0204158 UA e da un'eccentricità di 0,2935660, inclinata di 5,92016° rispetto all'eclittica.